# Julia Jefimova
Julia Andrejevna Jefimova (ryska: Юлия Андреевна Ефимова), född 3 april 1992 i Groznyj, Tjetjenien, Ryssland, är en tävlingssimmare från Ryssland. 
Jefimova har en bronsmedalj på 200 meter bröstsim från OS 2012 i London och två silvermedaljer på 100 respektive 200 meter bröstsim från OS 2016 samt ett flertal VM-guldmedaljer.
Jefimova var avstängd för dopning från den 31 oktober 2013 till den 28 februari 2015.